# Lingue mbam

Mappa della diffusione delle lingue Mbam parlate nel Camerun (mancano lo Jarawan ed il Bube, parlate in Nigeria).

Le lingue mbam sono un gruppo linguistico dell'Africa centrale.
La famiglia linguistica delle lingue mbam è inclusa da Malcolm Guthrie nella famiglia delle Lingue bantu (Zona A); studi di lessicostatistica più recenti sembrano aver escluso possano essere bantù, anche se esistono possibili relazioni con le lingue Bantù meridionali.

## Diffusione
Le circa 15 lingue Mbam sono parlate da circa 120.000 persone nel Camerun occidentale (Provincia Centrale, Divisione Mbam). I due linguaggi Mbam più importanti sono il Nugunu (o Yambasa) con 35.000 locutori ed il Tuki (o Sanaga) con 25.000 parlanti.

## Classificazione
Posizione delle lingue Mbam all'interno della famiglia niger-kordofaniana secondo la teoria classica:
- Lingue niger-kordofaniane > congo-atlantiche > Volta-Kongo > Benue-Kongo > Lingue bantoidi > Bantoidi meridionali > Lingue mbam

Suddivisioni delle lingue Mbam:
- Lingue Mbam
  - Sanaga
    - Tuki (Sanaga) (25 Tsd)
    - Leti (Lingua rituale dei Mangisa)
    - Mbwasa

  - Mbam occidentali
    - Bati
    - Nomaande (Mandi)
    - Tunen (Aling'a, Banen)
    - Tuotomb
    - Yambeta
    - Nyokon

  - Yambasa
    - Nubaca
    - Mbule
    - Nugunu
    - Mmaala (Elip, Yangben)

  - Lingue Jarawan (See)
  -  ?Bube